# Сакраментарий
Сакраментарий (на латински: sacramentarium) е вид богослужебна книга, използван от Католическата църква през Средновековието.
Тя е съставена от текстовете, използвани по време на литургия от водещия службата епископ или свещеник. Сакраментариите не включват литургичните текстове използвани от хора и останалите свещенослужители, а в същото време включват и някои текстове, използвани при други служби, като ръкополагане, освещаване на църкви или олтари или екзорсизъм. С времето те са заменени от мисалите, които са сборници, включващи всички използвани в литургията текстове.